# Myxaster perrieri
Myxaster perrieri is een zeester uit de familie Myxasteridae.
De wetenschappelijke naam van de soort werd in 1896 gepubliceerd door René Koehler.